# Gabrie Rietbroek
Gabriël (Gabrie) Rietbroek (Geleen, 23 april 1945) is een Nederlandse voormalig handballer en handbalcoach. 

## Biografie
Als speler speelde hij bij Sittardia en V&L. Ook kwam hij 23 keer uit voor het nationaal team. In 1977 besloot hij zijn spelerscarrière na tien jaar bij Sittardia te hebben gespeeld, desondanks besloot hij weer na korte tijd te gaan handballen bij V&L. Kort na zijn rentree in de handbalwereld bij V&L werd ook als een van de ouderen geselecteerd voor het nationaal team door Guus Cantelberg. Na twee jaar bij V&L besloot Rietbroek in 1980 definitief te stoppen met zijn spelerscarrière.
Na zijn spelerscarrière was hij onder andere trainer/coach van V&L 2 van 1982 tot 1985 en hoofdtrainer van V&L van 1985 tot 1989. In 1987 was hij verving hij tijdelijk Ton van Linder als bondscoach. In 1989 neemt zijn broer Pim Rietbroek het trainerschap van V&L van hem over. Na een jaar afwezig zijn in het handbal gaat hij als opvolger van Guus Cantelberg aan de slag bij Blauw-Wit, maar dit ging uiteindelijk niet door en Rietbroek ging aan de slag bij Swift Roermond. Daarnaast was hij trainer van het vrouwenteam van Swift Roermond, Neerpelt, Meeuwen, Achilles Bocholt en Limburg Lions. 
In 2019 begint Gabrie Rietbroek met trainen van de heren E-jeugd van Beekse Fusie Club, samen met zijn zoon Martijn Rietbroek.
Tevens was hij jarenlang de drijvende kracht achter de LHD.
Gabrie Rietbroek werd tijdens Koningsdag 2017 door burgemeester Sjraar Cox benoemd tot ridder in de Orde van Oranje-Nassau.

## Privé
Gabrie Rietbroek heeft een dochter en een zoon. Zijn zoon, Martijn Rietbroek, heeft op hoog niveau handbal gespeeld.
Gabrie Rietbroek had 3 broers.
- Pim Rietbroek was tevens een handballer op hoog niveau en heeft ook verschillende clubs op hoog niveau gecoacht.
- Jack Rietbroek was tevens een handballer op hoog niveau, speelde in het nationaal elftal, en heeft ook verschillende clubs op hoog niveau gecoacht, zowel in Nederland als België.
- John Rietbroek handbalde in het nationale studententeam.